# Fernando G. Campoamor
Fernando G. Campoamor Díaz. Periodista y escritor cubano, que se destacó por sus trabajos sobre el desarrollo de la industria del ron en Cuba.

## Biografía
Fernando González Campoamor (quien prefirió sustituir con una G. su primer apellido por ser común en Cuba) nació el 4 de junio de 1914 en la ciudad de Artemisa, actual provincia del mismo nombre. Alcanzó el título de bachiller en el Instituto de Segunda Enseñanza de Habana, y cursó estudios también en Luisiana, Estados Unidos. En la Universidad de La Habana recibió el grado de doctor en Filosofía y Letras.

## Fundación de la revista Proa
En 1935 fundó en Artemisa una revista denominada Proa. Mensuario de avance, y una editorial con igual nombre. Sus páginas representaron las inquietudes del grupo «proa», integrado por jóvenes escritores artemiseños, cuyo propósito era fomentar la actividad literaria en la región. Campoamor fungió como director de Proa hasta que desapareció, aproximadamente un año después.

## Trayectoria
Entre 1937 y 1939 estuvo al frente del suplemento literario del diario Pueblo. Desde 1944 comenzó a colaborar en la revista Bohemia, donde publicó artículos durante largos años. En 1945 obtuvo el certificado de aptitud periodística de la Escuela Profesional de Periodismo Manuel Márquez Sterling. En ese mismo año ingresó en el Colegio Nacional de Periodistas. Mantuvo su aporte al desarrollo artístico y cultural de Artemisa, donde organizaba conferencias y tertulias en el Hotel Campoamor, propiedad de su familia. A ese espacio concurrió en 1942 el poeta chileno Pablo Neruda, en su primera visita a Cuba. En las décadas de los años 40 y 50, otras personalidades cubanas y extranjeras como Ernest Hemingway, Nicolás Guillén, Alejo Carpentier y Gabriela Mistral visitaron la ciudad por gestión de Fernando G. Campoamor. En 1946 se desempeñó como jefe de redacción de Diario Nacional y de Siempre. Llegó a ser el jefe de la página política del diario Alerta y colaboró en Información.
 Campoamor fue, quizás, el amigo más cercano que tuvo el escritor estadounidense Ernest Hemingway mientras vivió en Cuba. A aquel se debió la gestión por la cual Lino Novás Calvo realizó la traducción al español de la novela que llevaría a Hemingway al Premio Nobel: El viejo y el mar.

## Poesía
Campoamor cultivó la poesía, y entre sus libros se destacaron Discurso al hombre (1939), Archipiélago y Vendimia en capricornio (1941), Órbita de España (1943), Azcárate, hombre aparte (1946) y Que su llama nos queme (1953), sobre José Martí.

## Sobrenombre
Ganó el sobrenombre de «Historiador del ron» por sus investigaciones históricas en ese campo. El hijo alegre de la caña de azúcar (biografía del ron cubano) (1981), uno de sus textos más famosos, reveló la relación entre los orígenes de esa bebida y la cultura cubana. En esa línea, Campoamor escribió Coctelería Cubana. 100 recetas con ron, que todavía es útil para expertos en el arte.

## Colaboración en publicaciones
También colaboró en otras publicaciones nacionales, entre las cuales figuran Revista Bimestre Cubana, Revista Cubana, Orto, Lyceum, Gaceta del Caribe, Universidad de La Habana, Tiempo, {in:El Mundo}, Casa de las Américas, La Gaceta de Cuba, Unión y Trabajadores. Fue corresponsal internacional de O Cruzeiro (Brasil), París Macht (Francia) y El Nacional (Venezuela). Fue el periodista cubano de su época más conocido en el extranjero, por su artículos en Hispania, Hispánica Moderna y Stanford University (Estados Unidos), Repertorio Americano (Costa Rica), Universidad de Antioquia (Colombia), Revista Nacional de Cultura y Universidad Central (Venezuela), Claridad (Argentina), Universidad (Argentina) y Babel (Chile). Recibió el Premio Periodístico de la Comisión Nacional del Centenario de José Martí (1953), el primer Premio de Reportaje de Archivo del Juan Gualberto Gómez (1956), por un trabajo publicado en el Diario Nacional; el Premio Día Continental del Seguro (1956), por el artículo «Pasaporte a la serenidad», publicado en Diario Nacional; el Premio Enrique José Varona, en noviembre de 1947 y en mayo de 1955.

## Viajes
Acumuló una amplia carpeta de viajes en sus recorridos por el continente americano y gran parte de Europa, como España, Francia, Rumania, Hungría, Bulgaria y Yugoslavia. Fue el director fundador del Museo Ernest Hemingway, más conocido como Finca Vigía. En sus últimos años se dedicó al trabajo editorial en la Editorial Científico-Técnica.

## Muerte
Muere el 9 de diciembre de 2001.